# Kristian Alfonso
Pour les articles homonymes, voir Alfonso.
Kristian Alfonso est une actrice américaine née le 5 septembre 1963 à Brockton, (Massachusetts). Elle est connue pour son rôle dans le feuilleton télévisé Des jours et des vies. Kristian a aussi joué dans plusieurs séries dont Madame est servie, dans deux épisodes de MacGyver, Falcon Crest, Alerte à Malibu (Baywatch), Melrose Place, etc. puis elle a aussi fait des apparitions dans quelques téléfilms.
En juillet 2020, elle annonce son départ du soap Days of our Lives après plus de 37 ans de présence au sein de la distribution du casting.

## Filmographie

### Cinéma
- 1993 : Au-dessus de la loi de Vic Armstrong : Rita Marreck
- 1995 : In the Kingdom of the Blind, the Man with One Eye Is King de Nick Vallelonga : Jeanna

### Télévision

#### Téléfilms
- 1981 : The Star Maker : Kelly Blake
- 1988 : Out of Time - Le criminel du futur : Cassandra Barber
- 1994 : Jeux défendus : Chris Madigan
- 1997 : Fraternité mortelle : Chelsea Coals
- 1997 : steve.oedekerk.com : Lisa
- 2004 : Day of Redemption : Mary Everly

#### Séries télévisés
- 1983-1988, 1990, 1994-2020, 2023 : Des jours et des vies : Hope Williams Brady (4312 épisodes)
- 1985 : Histoires Fantastiques : Rôle inconnu (saison 1, épisode 10)
- 1987 : Madame est servie : Frankie (saison 4, épisode 1)
- 1988 : Arabesque : Michele Gambini (saison 4, épisode 17)
- 1988-1989 : MacGyver : Déborah (2 épisodes)
- 1988 : La Fête à la maison : Robin Winslow (saison 1, épisode 14)
- 1988-1990 : Falcon Crest : Pilar Cumson (principale saison 8 et 9)
- 1993-1994 : Melrose Place : Lauren Ethridge (régulière saison 2)
- 1993 : Alerte à Malibu : Debra Harris (2 épisodes)
- 1994 : L'Homme à la Rolls : Susan Bell (saison 1, épisode 9)
- 1999-2002, 2012, 2018, 2020 : Des jours et des vies : Gina Von Amberg
- 2000 : Friends : Hope Brady (saison 6, épisode 15)
- 2009 : 30 Rock : Hope Brady (saison 4, épisode 7)
- 2021 : Les enquêtes de Chronicle : Sheriff Williams (épisode 5)
- 2021 : Les Malheurs de Ruby : Gladys (2 épisodes)